# Czechy na Letnich Igrzyskach Olimpijskich 2020
Czechy na Letnich Igrzyskach Olimpijskich 2020 – kadra sportowców reprezentujących Czechy na igrzyskach w 2020 roku w Tokio. Kadra liczyła 113 sportowców występujących w 26 dyscyplinach. Podczas ceremonii otwarcia chorążymi reprezentacji byli tenisistka Petra Kvitová oraz koszykarz Tomáš Satoranský.

## Zdobyte medale
Źródło:.
| Medal  | Zawodnik                              | Dyscyplina            | Konkurencja          | Data       |
| ------ | ------------------------------------- | --------------------- | -------------------- | ---------- |
| Złoto  | Jiří Lipták                           | Strzelectwo           | trap                 | 29 lipca   |
| Złoto  | Jiří Prskavec                         | Kajakarstwo górskie   | slalom K-1           | 30 lipca   |
| Złoto  | Lukáš Krpálek                         | Judo                  | powyżej 100 kg       | 30 lipca   |
| Złoto  | Barbora Krejčíková Kateřina Siniaková | Tenis ziemny          | debel                | 1 sierpnia |
| Srebro | Lukáš Rohan                           | Kajakarstwo górskie   | slalom C-1           | 26 lipca   |
| Srebro | David Kostelecký                      | Strzelectwo           | trap                 | 29 lipca   |
| Srebro | Markéta Vondroušová                   | Tenis ziemny          | singiel              | 31 lipca   |
| Srebro | Jakub Vadlejch                        | Lekkoatletyka         | rzut oszczepem       | 7 sierpnia |
| Brąz   | Alexander Choupenitch                 | Szermierka            | floret indywidualnie | 26 lipca   |
| Brąz   | Josef Dostál Radek Šlouf              | Kajakarstwo klasyczne | K-2 1000 m           | 5 sierpnia |
| Brąz   | Vítězslav Veselý                      | Lekkoatletyka         | rzut oszczepem       | 7 sierpnia |

## Reprezentanci

### Gimnastyka

#### Gimnastyka sportowa
Kobiety
| Zawodnik       | Konkurencja       | Eliminacje | Eliminacje | Finał | Finał   | Pozycja | Źródło |
| Zawodnik       | Konkurencja       | Wynik      | Pozycja    | Wynik | Pozycja | Pozycja | Źródło |
| -------------- | ----------------- | ---------- | ---------- | ----- | ------- | ------- | ------ |
| Aneta Holasová | wielobój kobiet   | 47,132     | 73.        | NQ    | NQ      | 73.     | [ 4 ]  |
| David Jessen   | wielobój mężczyzn | 75,331     | 57.        | NQ    | NQ      | 57.     | [ 5 ]  |

### Golf
| Zawodnik       | Konkurencja | Runda 1 | Runda 2 | Runda 3 | Runda 4 | Razem  | Razem | Razem   | Źródło |
| Zawodnik       | Konkurencja | Punkty  | Punkty  | Punkty  | Punkty  | Punkty | Par   | Pozycja | Źródło |
| -------------- | ----------- | ------- | ------- | ------- | ------- | ------ | ----- | ------- | ------ |
| Klára Spilková | kobiety     | 69      | 70      | 71      | 69      | 279    | -5    | 23.     | [ 6 ]  |
| Ondřej Lieser  | mężczyźni   | 72      | 77      | 73      | 72      | 294    | +10   | 60.     | [ 7 ]  |

### Judo
Mężczyźni
| Zawodnik       | Konkurencja      | 1/16             | 1/8              | Ćwierćfinały     | Półfinały        | Repasaż          | Finał/BM            | Pozycja | Źródło |
| Zawodnik       | Konkurencja      | Przeciwnik Wynik | Przeciwnik Wynik | Przeciwnik Wynik | Przeciwnik Wynik | Przeciwnik Wynik | Przeciwnik Wynik    | Pozycja | Źródło |
| -------------- | ---------------- | ---------------- | ---------------- | ---------------- | ---------------- | ---------------- | ------------------- | ------- | ------ |
| David Klammert | −90 kg mężczyzn  | Kochman P 00-10  | NQ               | NQ               | NQ               | NQ               | NQ                  | 17.-32. | [ 8 ]  |
| Lukáš Krpálek  | +100 kg mężczyzn | BYE              | Mahjoub W 11-00  | Oltiboev W 01-00 | Harasawa W 01-00 | BYE              | Tusziszwili W 10-00 | złoto   | [ 9 ]  |

### Jeździectwo

#### Skoki
| Zawodnik                                  | Koń                                        | Konkurencja   | Kwalifikacje | Kwalifikacje | Kwalifikacje | Finał | Finał | Finał   | Pozycja | Źródło |
| Zawodnik                                  | Koń                                        | Konkurencja   | Kary         | Czas         | Pozycja      | Kary  | Czas  | Pozycja | Pozycja | Źródło |
| ----------------------------------------- | ------------------------------------------ | ------------- | ------------ | ------------ | ------------ | ----- | ----- | ------- | ------- | ------ |
| Anna Kellnerová                           | Catch Me If You Can Old                    | indywidualnie | 12           | 86,55        | 55.          | NQ    | NQ    | NQ      | 55.     | [ 10 ] |
| Aleš Opatrný                              | Forewer                                    | indywidualnie | 4            | 87,17        | 31.          | NQ    | NQ    | NQ      | 31.     | [ 10 ] |
| Kamil Papoušek                            | Warness                                    | indywidualnie | RT           | RT           | RT           | NQ    | NQ    | NQ      | –       | [ 10 ] |
| Ondřej Zvára Anna Kellnerová Aleš Opatrný | Cento Lano Catch Me If You Can Old Forewer | drużynowe     | 45           | 258,17       | 15.          | NQ    | NQ    | NQ      | 15.     | [ 11 ] |

#### Wszechstronny konkurs konia wierzchowego
| Zawodnik             | Koń           | Konkurencja   | Ujeżdżenie | Ujeżdżenie | Kross | Kross   | Skoki przez przeszkody | Skoki przez przeszkody | Skoki przez przeszkody | Skoki przez przeszkody | Razem | Razem   | Pozycja | Źródło |
| Zawodnik             | Koń           | Konkurencja   | Ujeżdżenie | Ujeżdżenie | Kross | Kross   | Kwalifikacje           | Kwalifikacje           | Finał                  | Finał                  | Razem | Razem   | Pozycja | Źródło |
| Zawodnik             | Koń           | Konkurencja   | Kary       | Pozycja    | Kary  | Pozycja | Kary                   | Pozycja                | Kary                   | Pozycja                | Kary  | Pozycja | Pozycja | Źródło |
| -------------------- | ------------- | ------------- | ---------- | ---------- | ----- | ------- | ---------------------- | ---------------------- | ---------------------- | ---------------------- | ----- | ------- | ------- | ------ |
| Miloslav Příhoda Jr. | Ferreolus Lat | indywidualnie | 33,80      | 35.        | 64,40 | 36.     | 68,40                  | 33.                    | DNS                    | DNS                    | DNF   | DNF     | 33.     | [ 12 ] |
| Miroslav Trunda      | Shutterflyke  | indywidualnie | 46,10      | 60.        | 88,10 | 42.     | 101,70                 | 39.                    | DNS                    | DNS                    | DNF   | DNF     | 39.     | [ 12 ] |

### Kajakarstwo

#### Kajakarstwo klasyczne
Mężczyźni
| Zawodnik                 | Konkurencja | Eliminacje | Eliminacje | Ćwierćfinały | Ćwierćfinały | Półfinały | Półfinały | Finał A/B | Finał A/B | Pozycja | Źródło |
| Zawodnik                 | Konkurencja | Czas       | Pozycja    | Czas         | Pozycja      | Czas      | Pozycja   | Czas      | Pozycja   | Pozycja | Źródło |
| ------------------------ | ----------- | ---------- | ---------- | ------------ | ------------ | --------- | --------- | --------- | --------- | ------- | ------ |
| Martin Fuksa             | C-1 1000 m  | 4:01,620   | 1. (SF)    | BYE          | BYE          | 4:04,220  | 3. (FA)   | 4:08,755  | 5.        | 5       | [ 13 ] |
| Petr Fuksa               | C-1 1000 m  | 4:14,482   | 3. (QF)    | 4:14,476     | 4.           | NQ        | NQ        | NQ        | NQ        | 17.-35. | [ 13 ] |
| Josef Dostál             | K-1 1000 m  | 3:37,342   | 1. (SF)    | BYE          | BYE          | 3:25,387  | 2. (FA)   | 3:26,610  | 5.        | 5.      | [ 14 ] |
| Martin Fuksa Petr Fuksa  | C-2 1000 m  | 3:53,056   | 3. (QF)    | 3:50,635     | 2.(SF)       | 3:28,927  | 5. (FB)   | 3:21,240  | 2.        | 10.     | [ 15 ] |
| Josef Dostál Radek Šlouf | K-2 1000 m  | 3:13,425   | 2. (SF)    | BYE          | BYE          | 3:18,240  | 4. (FA)   | 3:16,106  | 3.        | brąz    | [ 16 ] |

#### Kajakarstwo górskie
Kobiety
| Zawodniczka               | Konkurencja | Eliminacje | Eliminacje | Eliminacje | Eliminacje | Półfinały | Półfinały | Finał    | Finał   | Pozycja | Źródło               |
| Zawodniczka               | Konkurencja | P 1        | P 2        | Razultat   | M.         | Rezultat  | Miejsce   | Rezultat | Miejsce | Pozycja | Źródło               |
| ------------------------- | ----------- | ---------- | ---------- | ---------- | ---------- | --------- | --------- | -------- | ------- | ------- | -------------------- |
| Tereza Fišerová           | Slalom C-1  | 112,45     | 109,16     | 109,16     | 3. Q       | 113,23    | 2. Q      | 120,99   | 6.      | 6.      | [ 17 ] [ 18 ] [ 19 ] |
| Kateřina Minařík Kudějová | Slalom K-1  | 107,87     | 106,41     | 106,41     | 6. Q       | 116,15    | 15.       | NQ       | NQ      | 15.     | [ 20 ] [ 21 ]        |

Mężczyźni
| Zawodniczka   | Konkurencja | Eliminacje | Eliminacje | Eliminacje | Eliminacje | Półfinały | Półfinały | Finał    | Finał   | Pozycja | Źródło               |
| Zawodniczka   | Konkurencja | P 1        | P 2        | Razultat   | M.         | Rezultat  | Miejsce   | Rezultat | Miejsce | Pozycja | Źródło               |
| ------------- | ----------- | ---------- | ---------- | ---------- | ---------- | --------- | --------- | -------- | ------- | ------- | -------------------- |
| Lukáš Rohan   | Slalom C-1  | 103,98     | 102,15     | 102,15     | 8. Q       | 103,68    | 4. Q      | 101,96   | 2.      | srebro  | [ 22 ] [ 23 ] [ 24 ] |
| Jiří Prskavec | Slalom K-1  | 92,57      | 91,71      | 91,71      | 4. Q       | 94,29     | 1. Q      | 91,63    | 1.      | złoto   |                      |

### Kolarstwo

#### Kolarstwo górskie
| Zawodniczka     | Konkurencja       | Czas    | Pozycja | Źródło |
| --------------- | ----------------- | ------- | ------- | ------ |
| Jitka Čábelická | cross-country (k) | 1:25:00 | 22.     | [ 25 ] |
| Ondřej Cink     | cross-country (m) | DNF     | DNF     | [ 26 ] |

#### Kolarstwo szosowe
Kobiety
| Zawodniczka      | Konkurencja                | Czas    | Pozycja | Źródło |
| ---------------- | -------------------------- | ------- | ------- | ------ |
| Tereza Neumanová | wyścig ze startu wspólnego | 3:59:47 | 33.     | [ 27 ] |

Mężczyźni
| Zawodnik        | Konkurencja                | Czas       | Pozycja | Źródło |
| --------------- | -------------------------- | ---------- | ------- | ------ |
| Michael Kukrle  | wyścig ze startu wspólnego | 6:15:38    | 36.     | [ 28 ] |
| Michael Kukrle  | jazda indywidualna na czas | 1:00:41,55 | 26.     | [ 29 ] |
| Michal Schlegel | wyścig ze startu wspólnego | DNS        | DNS     | [ 28 ] |
| Zdeněk Štybar   | wyścig ze startu wspólnego | DNF        | DNF     | [ 28 ] |

#### Kolarstwo torowe
Sprint
| Zawodnik    | Konkurencja       | Kwalifikacje | Kwalifikacje | Runda 1             | Repasaż             | Ćwierćfinały        | Półfinały           | Finał               | Pozycja | Źródło |
| Zawodnik    | Konkurencja       | Czas         | Pozycja      | Przeciwnik Rezultat | Przeciwnik Rezultat | Przeciwnik Rezultat | Przeciwnik Rezultat | Przeciwnik Rezultat | Pozycja | Źródło |
| ----------- | ----------------- | ------------ | ------------ | ------------------- | ------------------- | ------------------- | ------------------- | ------------------- | ------- | ------ |
| Tomáš Bábek | indywidualnie (m) | 9,856        | 28.          | NQ                  | NQ                  | NQ                  | NQ                  | NQ                  | 28.     | [ 30 ] |

Keirin
| Zawodnik    | Konkurencja | Runda 1 | Repasaż | Runda 2 | Finał   | Pozycja | Źródło        |
| Zawodnik    | Konkurencja | Pozycja | Pozycja | Pozycja | Pozycja | Pozycja | Źródło        |
| ----------- | ----------- | ------- | ------- | ------- | ------- | ------- | ------------- |
| Tomáš Bábek | mężczyźni   | 4.      | 4.      | NQ      | NQ      | 19.-30. | [ 31 ] [ 32 ] |

### Koszykówka

#### Turniej mężczyzn
Źródło:.
Czechy
| Nr | Poz. | Nazwisko i imię   | Data urodzenia | Klub                       | Wzrost | Masa ciała |
| -- | ---- | ----------------- | -------------- | -------------------------- | ------ | ---------- |
| 1  | C    | Auda, Patrik      | 1989–08–29     | Yokohama B-Corsairs        | 206 cm |            |
| 12 | C    | Balvín, Ondřej    | 1992–09–20     | Bilbao Basket              | 217 cm |            |
| 17 | SF   | Bohačík, Jaromír  | 1992–05–26     | SIG Strasbourg             | 197 cm |            |
| 25 | SG   | Jelínek, David    | 1990–09–07     | MoraBanc Andorra           | 197 cm |            |
| 23 | SF   | Palyza, Lukáš     | 1989–11–10     | ERA Nymburk                | 203 cm |            |
| 15 | C    | Peterka, Martin   | 1995–01–12     | Basketball Löwen Brunszwik | 203 cm |            |
| 8  | PG   | Satoranský, Tomáš | 1991–10–30     | Chicago Bulls              | 201 cm |            |
| 11 | SF   | Schilb, Blake     | 1983–12–23     | USK Praha                  | 199 cm |            |
| 19 | PG   | Sehnal, Ondřej    | 1997–10–10     | USK Praha                  | 190 cm |            |
| 13 | PG   | Šiřina, Jakub     | 1987–11–21     | Opava                      | 186 cm |            |
| 24 | C    | Veselý, Jan       | 1990–04–24     | Fenerbahçe                 | 213 cm |            |
| 4  | PG   | Vyoral, Tomáš     | 1992–09–28     | BK JIP Pardubice           | 190 cm |            |

Selekcjoner:  Ronen Ginzburg
 Asystenci: Petr Czudek • Jan Pospíšil
Grupa A
| Poz. | Reprezentacja     | Pkt | Mecze | Mecze | Mecze | Punkty | Punkty | Punkty | Bilans bezpośrednich meczów |
| Poz. | Reprezentacja     | Pkt | M     | Z     | P     | zdob.  | str.   | bilans | Bilans bezpośrednich meczów |
| ---- | ----------------- | --- | ----- | ----- | ----- | ------ | ------ | ------ | --------------------------- |
| 1.   | Francja           | 6   | 3     | 3     | 0     | 259    | 215    | +44    | –                           |
| 2.   | Stany Zjednoczone | 5   | 3     | 2     | 1     | 315    | 233    | +82    | –                           |
| 3.   | Czechy            | 4   | 3     | 1     | 2     | 245    | 294    | −49    | –                           |
| 4.   | Iran              | 3   | 3     | 0     | 3     | 206    | 283    | −77    | –                           |

     awans do ćwierćfinału
     możliwy awans do ćwierćfinału z rankingu drużyn z trzecich miejsc
Ranking drużyn z trzecich miejsc
| Grupa | Reprezentacja | Pkt | Mecze | Mecze | Mecze | Punkty | Punkty | Punkty |
| Grupa | Reprezentacja | Pkt | M     | Z     | P     | zdob.  | str.   | bilans |
| ----- | ------------- | --- | ----- | ----- | ----- | ------ | ------ | ------ |
| C     | Argentyna     | 4   | 3     | 1     | 2     | 268    | 276    | -8     |
| B     | Niemcy        | 4   | 3     | 1     | 2     | 257    | 273    | -16    |
| A     | Czechy        | 4   | 3     | 0     | 3     | 245    | 294    | −49    |

     awans do ćwierćfinału
| 25 lipca 202110:00 | Iran                                         | 78:84(19:25, 11:21, 16:21, 32:17) | Czechy                                                       | Super Arena, Saitama Sędzia: Matthew Kallio ( CAN), Scott Beker ( AUS), Yener Yılmaz ( TUR) |
| 25 lipca 202110:00 | Pkt:Yakhchali 23 Zb:Haddadi 10 As:Jamshidi 8 | 78:84(19:25, 11:21, 16:21, 32:17) | Pkt:Auda 16 Zb:Balvín, Satoranský po 8 każdy As:Satoranský 8 | Super Arena, Saitama Sędzia: Matthew Kallio ( CAN), Scott Beker ( AUS), Yener Yılmaz ( TUR) |

| 28 lipca 202121:00 | Czechy                                     | 77:97(28:22, 12:29, 16:26, 21:20) | Francja                                   | Super Arena, Saitama Sędzia: Juan Fernández ( ARG), Manuel Mazzoni ( ITA), Leandro Lezcano ( ARG) |
| 28 lipca 202121:00 | Pkt:Veselý 19 Zb:Balvín 8 As:Satoranský 10 | 77:97(28:22, 12:29, 16:26, 21:20) | Pkt:Fournier 21 Zb:Gobert 10 As:De Colo 8 | Super Arena, Saitama Sędzia: Juan Fernández ( ARG), Manuel Mazzoni ( ITA), Leandro Lezcano ( ARG) |

| 31 lipca 202121:00 | Stany Zjednoczone                    | 119:84(18:25, 29:18, 35:17, 37:24) | Czechy                                        | Super Arena, Saitama Sędzia: Aleksandar Glišić ( SRB), Manuel Mazzoni ( ITA), Maripier Malo ( CAN) |
| 31 lipca 202121:00 | Pkt:Tatum 27 Zb:Durant 8 As:Durant 6 | 119:84(18:25, 29:18, 35:17, 37:24) | Pkt:Schilb 17 Zb:Satoranský 6 As:Satoranský 8 | Super Arena, Saitama Sędzia: Aleksandar Glišić ( SRB), Manuel Mazzoni ( ITA), Maripier Malo ( CAN) |

### Lekkoatletyka

#### Kobiety
Konkurencje biegowe
| Zawodniczka           | Konkurencja    | Eliminacje | Eliminacje | Półfinał | Półfinał | Finał    | Finał   | Pozycja | Źródło               |
| Zawodniczka           | Konkurencja    | Rezultat   | Pozycja    | Rezultat | Pozycja  | Rezultat | Pozycja | Pozycja | Źródło               |
| --------------------- | -------------- | ---------- | ---------- | -------- | -------- | -------- | ------- | ------- | -------------------- |
| Barbora Malíková      | Bieg na 400 m  | 52,83      | 34.        | NQ       | NQ       | NQ       | NQ      | 34.     | [ 37 ] [ 38 ]        |
| Lada Vondrová         | Bieg na 400 m  | 51,14      | 12. Q      | 51,62    | 23.      | NQ       | NQ      | 23.     | [ 37 ] [ 38 ]        |
| Kristiina Mäki        | Bieg na 1500 m | 4:04,55    | 13. Q      | 4:01,23  | 9. q     | 4:11,76  | 13.     | 13.     | [ 39 ] [ 40 ] [ 41 ] |
| Diana Mezuliáníková   | Bieg na 1500 m | 4:05,49    | 22. Q      | 4:03,70  | 17.      | NQ       | NQ      | 17.     | [ 39 ] [ 40 ] [ 41 ] |
| Simona Vrzalová       | Bieg na 1500 m | 4:19,46    | 41.        | NQ       | NQ       | NQ       | NQ      | 41.     | [ 39 ] [ 40 ] [ 41 ] |
| Tereza Hrochová       | Maraton        | —          | —          | —        | —        | 2:42:25  | 58.     | 58.     | [ 42 ]               |
| Marcela Joglová       | Maraton        | —          | —          | —        | —        | 2:39:29  | 52.     | 52.     | [ 42 ]               |
| Eva Vrabcová-Nývltová | Maraton        | —          | —          | —        | —        | DNF      | DNF     | DNF     | [ 42 ]               |
| Tereza Ďurdiaková     | Chód na 20 km  | —          | —          | —        | —        | 1:36,58  | 30.     | 30.     | [ 43 ]               |

Konkurencje techniczne
| Zawodniczka        | Konkurencja    | Eliminacje | Eliminacje | Finał    | Finał   | Pozycja | Źródło |
| Zawodniczka        | Konkurencja    | Rezultat   | Pozycja    | Rezultat | Pozycja | Pozycja | Źródło |
| ------------------ | -------------- | ---------- | ---------- | -------- | ------- | ------- | ------ |
| Romana Maláčová    | Skok o tyczce  | 4,40       | 23.        | NQ       | NQ      | 23.     | [ 44 ] |
| Markéta Červenková | Pchnięcie kulą | 17,33      | 24.        | NQ       | NQ      | 24.     | [ 45 ] |
| Irena Gillarová    | Rzut oszczepem | 59,16      | 19.        | NQ       | NQ      | 19.     | [ 46 ] |
| Nikola Ogrodníková | Rzut oszczepem | 60,03      | 16.        | NQ       | NQ      | 16.     | [ 46 ] |
| Barbora Špotáková  | Rzut oszczepem | 60,52      | 14.        | NQ       | NQ      | 14.     | [ 46 ] |

#### Mężczyźni
Konkurencje biegowe
| Zawodnik                                            | Konkurencja                | Eliminacje | Eliminacje | Półfinał | Półfinał | Finał    | Finał   | Pozycja | Źródło        |
| Zawodnik                                            | Konkurencja                | Rezultat   | Pozycja    | Rezultat | Pozycja  | Rezultat | Pozycja | Pozycja | Źródło        |
| --------------------------------------------------- | -------------------------- | ---------- | ---------- | -------- | -------- | -------- | ------- | ------- | ------------- |
| Jan Jirka                                           | Bieg na 200 m              | DSQ        | DSQ        | NQ       | NQ       | NQ       | NQ      | DSQ     | [ 47 ]        |
| Pavel Maslák                                        | Bieg na 400 m              | 47,01      | 40.        | NQ       | NQ       | NQ       | NQ      | 40.     | [ 48 ]        |
| Vít Müller                                          | Bieg na 400 m przez płotki | 49,59      | 23. q      | 49,69    | 22.      | NQ       | NQ      | 22.     | [ 49 ] [ 50 ] |
| Michal Desenský Pavel Maslák Vít Müller Patrik Šorm | Sztafeta 4 × 400 m         | 3:03,61    | 15.        | —        | —        | NQ       | NQ      | 15.     | [ 51 ] [ 52 ] |
| Lukáš Gdula                                         | Chód na 50 km              | —          | —          | 4:33:06  | 46.      | 46.      | [ 53 ]  |         |               |
| Vít Hlaváč                                          | Chód na 50 km              | —          | —          | 4:15,40  | 43.      | 43.      | [ 53 ]  |         |               |

Konkurencje techniczne
| Zawodnik         | Konkurencja    | Eliminacje | Eliminacje | Finał    | Finał   | Pozycja | Źródło        |
| Zawodnik         | Konkurencja    | Rezultat   | Pozycja    | Rezultat | Pozycja | Pozycja | Źródło        |
| ---------------- | -------------- | ---------- | ---------- | -------- | ------- | ------- | ------------- |
| Tomáš Staněk     | Pchnięcie kulą | 20,47      | 17.        | NQ       | NQ      | 17.     | [ 54 ]        |
| Jakub Vadlejch   | Rzut oszczepem | 84,93      | 4. Q       | 86,67    | 2.      | srebro  | [ 55 ] [ 56 ] |
| Vítězslav Veselý | Rzut oszczepem | 83,04      | 8. q       | 85,44    | 3.      | brąz    | [ 55 ] [ 56 ] |

| Konkurencja   | Zawodnik                |          | 100 m | Skok w dal | Pchnięcie kulą | Skok wzwyż | 400 m | 110 m ppł | Rzut dyskiem | Skok o tyczce | Rzut oszczepem | 1500 m  | Wynik | Pozycja | Źródło |
| ------------- | ----------------------- | -------- | ----- | ---------- | -------------- | ---------- | ----- | --------- | ------------ | ------------- | -------------- | ------- | ----- | ------- | ------ |
| Dziesięciobój | Adam Sebastien Helcelet | Rezultat | 11,06 | 7,16       | 14,99          | 1,96       | 49,41 | 14,35     | 45,40        | 4,60          | 61,54          | 4:44,74 | 8004  | 16.     | [ 57 ] |
| Dziesięciobój | Adam Sebastien Helcelet | Punkty   | 847   | 852        | 789            | 767        | 842   | 930       | 775          | 790           | 761            | 651     | 8004  | 16.     | [ 57 ] |
| Dziesięciobój | Jiří Sýkora             | Rezultat | 11,18 | 7,03       | 14,63          | 1,90       | 48,89 | 14,48     | 49,90        | 4,60          | 63,73          | 4:54,97 | 7943  | 17.     | [ 57 ] |
| Dziesięciobój | Jiří Sýkora             | Punkty   | 821   | 821        | 767            | 714        | 866   | 913       | 868          | 790           | 794            | 589     | 7943  | 17.     | [ 57 ] |

### Łucznictwo
| Zawodnik        | Konkurencja       | Runda rankingowa | Runda rankingowa | 1/32             | 1/16             | 1/8              | Ćwierćfinały     | Półfinały        | Finał            | Pozycja | Źródło        |
| Zawodnik        | Konkurencja       | Wynik            | Pozycja          | Przeciwnik Wynik | Przeciwnik Wynik | Przeciwnik Wynik | Przeciwnik Wynik | Przeciwnik Wynik | Przeciwnik Wynik | Pozycja | Źródło        |
| --------------- | ----------------- | ---------------- | ---------------- | ---------------- | ---------------- | ---------------- | ---------------- | ---------------- | ---------------- | ------- | ------------- |
| Marie Horáčková | indywidualnie (k) | 636              | 34.              | Nakamura P 2-6   | NQ               | NQ               | NQ               | NQ               | NQ               | 33.     | [ 58 ] [ 59 ] |

### Pięciobój nowoczesny
| Zawodnik     | Konkurencja | Szermierka | Szermierka | Szermierka | Pływanie | Pływanie | Pływanie | Jazda konna | Jazda konna | Jazda konna | Kombinacja: strzelanie/bieg przełajowy | Kombinacja: strzelanie/bieg przełajowy | Kombinacja: strzelanie/bieg przełajowy | Suma punktów | Pozycja | Źródło |
| Zawodnik     | Konkurencja | Wynik      | M.         | Punkty     | Czas     | M.       | Punkty   | Rezultat    | M.          | Punkty      | Czas                                   | M.                                     | Punkty                                 | Suma punktów | Pozycja | Źródło |
| ------------ | ----------- | ---------- | ---------- | ---------- | -------- | -------- | -------- | ----------- | ----------- | ----------- | -------------------------------------- | -------------------------------------- | -------------------------------------- | ------------ | ------- | ------ |
| Jan Kuf      | mężczyźni   | 23+0       | 6.         | 238        | 2:02,32  | 16.      | 306      | 86,07       | 5.          | 294         | 11:23,76                               | 19.                                    | 617                                    | 1455         | 8.      | [ 60 ] |
| Martin Vlach | mężczyźni   | 16+0       | 24.        | 196        | 2:07,19  | 32.      | 296      | 80,78       | 3.          | 300         | 10:30,13                               | 1.                                     | 670                                    | 1462         | 5.      | [ 60 ] |

### Piłka siatkowa

#### Siatkówka plażowa
| Zawodnicy                          | Konkurencja | Faza grupowa                                                                             | Faza grupowa | Play-off         | 1/8 finału       | Ćwierćfinały     | Półfinały        | Finał            | Pozycja | Źródło |
| Zawodnicy                          | Konkurencja | Przeciwnicy Wynik                                                                        | Pozycja      | Przeciwnik Wynik | Przeciwnik Wynik | Przeciwnik Wynik | Przeciwnik Wynik | Przeciwnik Wynik | Pozycja | Źródło |
| ---------------------------------- | ----------- | ---------------------------------------------------------------------------------------- | ------------ | ---------------- | ---------------- | ---------------- | ---------------- | ---------------- | ------- | ------ |
| Barbora Hermannová Markéta Sluková | kobiety     | Ishii / Murakami P 0:2 (w/o) Hüberli / Betschart P 0:2 (w/o) Ludwig / Kozuch P 0:2 (w/o) | 4.           | NQ               | NQ               | NQ               | NQ               | NQ               | 19.-24. | [ 61 ] |
| Ondřej Perušič David Schweiner     | mężczyźni   | Pļaviņš / Točs P 0:2 Gaxiola / Rubio W 2:1 Krasilnikov / Stoyanovskiy P 1:2              | 4.           | NQ               | NQ               | NQ               | NQ               | NQ               | 19.-24. | [ 62 ] |

### Pływanie
Kobiety
| Zawodniczka                                                         | Konkurencja            | Eliminacje | Eliminacje | Półfinał | Półfinał | Finał   | Finał   | Pozycja | Źródło               |
| Zawodniczka                                                         | Konkurencja            | Czas       | Miejsce    | Czas     | Miejsce  | Czas    | Miejsce | Pozycja | Źródło               |
| ------------------------------------------------------------------- | ---------------------- | ---------- | ---------- | -------- | -------- | ------- | ------- | ------- | -------------------- |
| Kristýna Horská                                                     | 200 m st. klasycznym   | 2:25,03    | 19.        | NQ       | NQ       | NQ      | NQ      | 19.     | [ 63 ]               |
| Kristýna Horská                                                     | 200 m st. zmiennym     | 2:12,21    | 16. Q      | 2:12,85  | 16.      | NQ      | NQ      | 16.     | [ 64 ] [ 65 ]        |
| Simona Kubová                                                       | 100 m st. grzbietowym  | 1:01,35    | 27.        | NQ       | NQ       | NQ      | NQ      | 27.     | [ 66 ]               |
| Simona Kubová                                                       | 200 m st. grzbietowym  | 2:15,81    | 25.        | NQ       | NQ       | NQ      | NQ      | 25.     | [ 67 ]               |
| Barbora Seemanová                                                   | 50 m st. dowolnym      | 24,92      | 21.        | NQ       | NQ       | NQ      | NQ      | 21.     | [ 68 ]               |
| Barbora Seemanová                                                   | 100 m st. dowolnym     | 53,98      | 21.        | NQ       | NQ       | NQ      | NQ      | 21.     | [ 69 ]               |
| Barbora Seemanová                                                   | 200 m st. dowolonym    | 1:56,38    | 7. Q       | 1:56,14  | 5. Q     | 1:55,45 | 6.      | 6.      | [ 70 ] [ 71 ] [ 72 ] |
| Barbora Seemanová Kristýna Horská Barbora Janíčková Anika Apostalon | 4 × 100 m st. dowolnym | 3:42,40    | 14.        | —        | —        | NQ      | NQ      | 14.     | [ 73 ]               |

Mężczyźni
| Zawodnik      | Konkurencja               | Eliminacje | Eliminacje | Półfinał | Półfinał | Finał     | Finał   | Pozycja | Źródło |
| Zawodnik      | Konkurencja               | Czas       | Miejsce    | Czas     | Miejsce  | Czas      | Miejsce | Pozycja | Źródło |
| ------------- | ------------------------- | ---------- | ---------- | -------- | -------- | --------- | ------- | ------- | ------ |
| Jan Čejka     | 100 m st. grzbietowym     | 54,69      | 30.        | NQ       | NQ       | NQ        | NQ      | 30.     | [ 74 ] |
| Jan Čejka     | 200 m st. grzbietowym     | 1:58,02    | 18.        | NQ       | NQ       | NQ        | NQ      | 18.     | [ 75 ] |
| Jan Micka     | 800 m st. dowolnym        | 7:59,04    | 28.        | NQ       | NQ       | NQ        | NQ      | 28.     | [ 76 ] |
| Jan Micka     | 1500 m st. dowolnym       | 15:17,71   | 23.        | —        | —        | NQ        | NQ      | 23.     | [ 77 ] |
| Jan Šefl      | 100 m st. motylkowym      | 52,52      | 37.        | NQ       | NQ       | NQ        | NQ      | 37.     | [ 78 ] |
| Matěj Kozubek | 10 km na otwartym akwenie | —          | —          | —        | —        | 2:01:52,1 | 24.     | 24.     | [ 79 ] |

### Podnoszenie ciężarów
Mężczyźni
| Zawodnik   | Konkurencja | Rwanie | Rwanie  | Podrzut | Podrzut | Razem | Pozycja | Źródło |
| Zawodnik   | Konkurencja | Wynik  | Pozycja | Wynik   | Pozycja | Razem | Pozycja | Źródło |
| ---------- | ----------- | ------ | ------- | ------- | ------- | ----- | ------- | ------ |
| Jiří Orság | +109 kg     | 180    | 5.      | –       | –       | DNF   | DNF     | [ 80 ] |

### Strzelectwo
Kobiety
| Zawodniczka      | Konkurencja                               | Kwalifikacje | Kwalifikacje | Finał | Finał   | Pozycja | Źródło |
| Zawodniczka      | Konkurencja                               | Wynik        | Pozycja      | Wynik | Pozycja | Pozycja | Źródło |
| ---------------- | ----------------------------------------- | ------------ | ------------ | ----- | ------- | ------- | ------ |
| Nikola Šarounová | karabin pneumatyczny, 10 m                | 618,4        | 41.          | NQ    | NQ      | 41.     | [ 81 ] |
| Nikola Šarounová | karabin małokalibrowy, trzy postawy, 50 m | 1161-55x     | 24.          | NQ    | NQ      | 24.     | [ 82 ] |
| Barbora Šumová   | skeet                                     | 118          | 14.          | NQ    | NQ      | 14.     | [ 83 ] |

Mężczyźni
| Zawodnik         | Konkurencja                               | Kwalifikacje | Kwalifikacje | Finał | Finał   | Pozycja | Źródło        |
| Zawodnik         | Konkurencja                               | Wynik        | Pozycja      | Wynik | Pozycja | Pozycja | Źródło        |
| ---------------- | ----------------------------------------- | ------------ | ------------ | ----- | ------- | ------- | ------------- |
| David Hrčkulák   | karabin pneumatyczny, 10 m                | 625,7        | 19.          | NQ    | NQ      | 19.     | [ 84 ]        |
| Jiří Přívratský  | karabin pneumatyczny, 10 m                | 626,8        | 14.          | NQ    | NQ      | 14.     | [ 84 ]        |
| Jiří Přívratský  | karabin małokalibrowy, trzy postawy, 50 m | 1169-68x     | 16.          | NQ    | NQ      | 16.     | [ 85 ]        |
| Petr Nymburský   | karabin małokalibrowy, trzy postawy, 50 m | 1169-62x     | 17.          | NQ    | NQ      | 17.     | [ 85 ]        |
| Jakub Tomeček    | skeet                                     | 122          | 7.           | NQ    | NQ      | 7.      | [ 86 ]        |
| David Kostelecký | trap                                      | 123          | 4. Q         | 43    | 2.      | srebro  | [ 87 ] [ 88 ] |
| Jiří Lipták      | trap                                      | 124          | 1. Q         | 43    | 1.      | złoto   | [ 87 ] [ 88 ] |

Mieszane
| Zawodnik                        | Konkurencja                | Kwalifikacje 1 | Kwalifikacje 1 | Kwalifikacje 2 | Kwalifikacje 2 | Finał | Finał   | Pozycja | Źródło |
| Zawodnik                        | Konkurencja                | Wynik          | Pozycja        | Wynik          | Pozycja        | Wynik | Pozycja | Pozycja | Źródło |
| ------------------------------- | -------------------------- | -------------- | -------------- | -------------- | -------------- | ----- | ------- | ------- | ------ |
| Nikola Šarounová David Hrčkulák | karabin pneumatyczny, 10 m | 620,6          | 25.            | NQ             | NQ             | NQ    | NQ      | 25.     | [ 89 ] |

### Szermierka
Mężczyźni
| Zawodnik              | Konkurencja          | 1/32             | 1/16             | 1/8              | Ćwierćfinały     | Półfinały        | Mecz o 3. miejsce | Finał            | Pozycja | Źródło        |
| Zawodnik              | Konkurencja          | Przeciwnik Wynik | Przeciwnik Wynik | Przeciwnik Wynik | Przeciwnik Wynik | Przeciwnik Wynik | Przeciwnik Wynik  | Przeciwnik Wynik | Pozycja | Źródło        |
| --------------------- | -------------------- | ---------------- | ---------------- | ---------------- | ---------------- | ---------------- | ----------------- | ---------------- | ------- | ------------- |
| Alexander Choupentich | floret indywidualnie | BYE              | Llavador W 15-11 | Joppich W 15-13  | Hamza W 15-9     | Cheung P 10-15   | Shikine W 15-8    | NQ               | brąz    | [ 90 ] [ 91 ] |
| Jakub Jurka           | szpada indywidualnie | BYE              | Minobe P 14-15   | NQ               | NQ               | NQ               | NQ                | NQ               | 25.     | [ 92 ] [ 93 ] |

### Tenis stołowy
Kobiety
| Zawodniczka   | Konkurencja | Eliminacje       | Runda 1          | Runda 2          | Runda 3          | 1/8 finału       | Ćwierćfinały     | Półfinały        | Finał            | Pozycja | Źródło |
| Zawodniczka   | Konkurencja | Przeciwnik Wynik | Przeciwnik Wynik | Przeciwnik Wynik | Przeciwnik Wynik | Przeciwnik Wynik | Przeciwnik Wynik | Przeciwnik Wynik | Przeciwnik Wynik | Pozycja | Źródło |
| ------------- | ----------- | ---------------- | ---------------- | ---------------- | ---------------- | ---------------- | ---------------- | ---------------- | ---------------- | ------- | ------ |
| Hana Matelová | singiel     | BYE              | BYE              | Paranang P 2:4   | NQ               | NQ               | NQ               | NQ               | NQ               | 33.-64. | [ 94 ] |

Mężczyźni
| Zawodnik         | Konkurencja | Eliminacje       | Runda 1           | Runda 2            | Runda 3          | 1/8 finału       | Ćwierćfinały     | Półfinały        | Finał            | Pozycja | Źródło |
| Zawodnik         | Konkurencja | Przeciwnik Wynik | Przeciwnik Wynik  | Przeciwnik Wynik   | Przeciwnik Wynik | Przeciwnik Wynik | Przeciwnik Wynik | Przeciwnik Wynik | Przeciwnik Wynik | Pozycja | Źródło |
| ---------------- | ----------- | ---------------- | ----------------- | ------------------ | ---------------- | ---------------- | ---------------- | ---------------- | ---------------- | ------- | ------ |
| Lubomír Jančařík | singiel     | BYE              | Al-Khadrawi W 4:0 | Gerassimenko P 3:4 | NQ               | NQ               | NQ               | NQ               | NQ               | 33.-64. | [ 95 ] |
| Pavel Širuček    | singiel     | BYE              | Powell P w/o      | NQ                 | NQ               | NQ               | NQ               | NQ               | NQ               | 65.-81. | [ 95 ] |

### Tenis ziemny
Kobiety
| Zawodniczka                           | Konkurencja | 1/32                    | 1/16                            | 1/8                                      | Ćwierćfinały                     | Półfinały                                 | Finał                       | Pozycja | Źródło |
| Zawodniczka                           | Konkurencja | Przeciwnik Wynik        | Przeciwnik Wynik                | Przeciwnik Wynik                         | Przeciwnik Wynik                 | Przeciwnik Wynik                          | Przeciwnik Wynik            | Pozycja | Źródło |
| ------------------------------------- | ----------- | ----------------------- | ------------------------------- | ---------------------------------------- | -------------------------------- | ----------------------------------------- | --------------------------- | ------- | ------ |
| Barbora Krejčíková                    | singel      | Dijas W 5:2k            | Fernandez W 6:2, 6:4            | Bencic P 6:1, 2:6, 3:6                   | NQ                               | NQ                                        | NQ                          | 9.-16.  | [ 96 ] |
| Petra Kvitová                         | singel      | Paolini W 6:4, 6:3      | Van Uytvanck P 7:5, 3:6, 0:6    | NQ                                       | NQ                               | NQ                                        | NQ                          | 17.-32. | [ 96 ] |
| Karolína Plíšková                     | singel      | Cornet W 6:1, 6:3       | Suárez Navarro W 6:3, 60:7, 6:1 | Giorgi P 4:6, 2:6                        | NQ                               | NQ                                        | NQ                          | 9.-16.  | [ 96 ] |
| Markéta Vondroušová                   | singel      | Bertens W 6:4, 3:6, 6:4 | Buzărnescu W 6:1, 6:2           | Ōsaka W 6:1, 6:4                         | Badosa W 6:3, k                  | Switolina W 6:3, 6:1                      | Bencic P 5:7, 6:2, 3:6      | srebro  | [ 96 ] |
| Barbora Krejčíková Kateřina Siniaková | debel       | —                       | Hsieh / Hsu W 6:2, 6:1          | Badosa / Sorribes Tormo W 6:2, 5:7, 10:5 | Barty / Sanders W 3:6, 6:4, 10:7 | Kudiermietowa / Wiesnina W 6:3, 3:6, 10:6 | Bencic / Golubic W 7:5, 6:1 | złoto   | [ 96 ] |
| Karolína Plíšková Markéta Vondroušová | debel       | —                       | Duan / Zheng W 6:2, 6:1         | Pigossi / Stefani P 6:2, 4:6, 11:13      | NQ                               | NQ                                        | NQ                          | 9.-16.  | [ 96 ] |

Mężczyźni
| Zawodnik     | Konkurencja | 1/32                        | 1/16                         | 1/8              | Ćwierćfinały     | Półfinały        | Finał            | Pozycja | Źródło |
| Zawodnik     | Konkurencja | Przeciwnik Wynik            | Przeciwnik Wynik             | Przeciwnik Wynik | Przeciwnik Wynik | Przeciwnik Wynik | Przeciwnik Wynik | Pozycja | Źródło |
| ------------ | ----------- | --------------------------- | ---------------------------- | ---------------- | ---------------- | ---------------- | ---------------- | ------- | ------ |
| Tomáš Macháč | singel      | João Sousa W 65:7, 6:4, 6:4 | Diego Schwartzman P 4:6, 5:7 | NQ               | NQ               | NQ               | NQ               | 17.-32. | [ 96 ] |

### Triathlon
| Zawodnik         | Konkurencja | Pływanie (1,5 km) | Zmiana 1 | Jazda na rowerze (40 km) | Zmiana 2   | Bieg (10 km) | Czas       | Pozycja    | Źródło |
| ---------------- | ----------- | ----------------- | -------- | ------------------------ | ---------- | ------------ | ---------- | ---------- | ------ |
| Vendula Frintová | kobiety     | 20:16             | 0:44     | Zdublowana               | Zdublowana | Zdublowana   | Zdublowana | Zdublowana | [ 97 ] |
| Petra Kuříková   | kobiety     | 19:55             | 0:42     | 1:06:26                  | 0:35       | 36:32        | 2:04:10    | 30.        | [ 97 ] |

### Wioślarstwo
Kobiety
| Zawodniczka                          | Konkurencja | Eliminacje | Eliminacje | Repasaż | Repasaż     | Półfinały A/B | Półfinały A/B | Finał C/D | Finał C/D | Finał A/B | Finał A/B | Pozycja | Źródło |
| Zawodniczka                          | Konkurencja | Czas       | M.         | Czas    | M.          | Czas          | M.            | Czas      | M.        | Czas      | M.        | Pozycja | Źródło |
| ------------------------------------ | ----------- | ---------- | ---------- | ------- | ----------- | ------------- | ------------- | --------- | --------- | --------- | --------- | ------- | ------ |
| Kristýna Fleissnerová Lenka Antošová | M2x         | 7:05,56    | 5. q (R)   | 7:16,96 | 3. Q (PA/B) | 7:24,22       | 5. (FB)       | BYE       | BYE       | 6:59,19   | 4.        | 10.     | [ 98 ] |

Mężczyźni
| Zawodnik                      | Konkurencja | Eliminacje | Eliminacje  | Repasaż | Repasaż   | Ćwierćfinały | Ćwierćfinały | Półfinały C/D | Półfinały C/D | Półfinały A/B | Półfinały A/B | Finał C/D | Finał C/D | Finał A/B | Finał A/B | Pozycja | Źródło  |
| Zawodnik                      | Konkurencja | Czas       | M.          | Czas    | M.        | Czas         | M.           | Czas          | M.            | Czas          | M.            | Czas      | M.        | Czas      | M.        | Pozycja | Źródło  |
| ----------------------------- | ----------- | ---------- | ----------- | ------- | --------- | ------------ | ------------ | ------------- | ------------- | ------------- | ------------- | --------- | --------- | --------- | --------- | ------- | ------- |
| Jan Fleissner                 | M1x         | 7:16,56    | 4. q (R)    | 7:29,90 | 11. Q (Ć) | 7:37,01      | 5. (PC/D)    | 6:59,61       | 3. (FC)       | NQ            | NQ            | 7:02,93   | 4.        | NQ        | NQ        | 16.     | [ 99 ]  |
| Jakub Podrazil Jan Cincibuch  | M2x         | 6:41,75    | 5. q (R)    | 6:32,86 | 4.        | —            | —            | NQ            | NQ            | NQ            | NQ            | NQ        | NQ        | NQ        | NQ        | 13.     | [ 100 ] |
| Jiří Šimánek Miroslav Vraštil | LM2x        | 6:28,10    | 2. Q (PA/B) | BYE     | BYE       | —            | —            | —             | —             | 6:11,88       | 3. Q (FA)     | BYE       | BYE       | 6:16,42   | 4.        | 4.      | [ 101 ] |

### Wspinaczka sportowa
| Zawodnik   | Konkurencja | Kwalifikacje | Kwalifikacje | Kwalifikacje | Kwalifikacje | Kwalifikacje | Finał    | Finał      | Finał       | Finał | Finał   | Pozycja | Źródło          |
| Zawodnik   | Konkurencja | Szybkość     | Bouldering   | Prowadzenie  | Wynik        | Pozycja      | Szybkość | Bouldering | Prowadzenie | Wynik | Pozycja | Pozycja | Źródło          |
| ---------- | ----------- | ------------ | ------------ | ------------ | ------------ | ------------ | -------- | ---------- | ----------- | ----- | ------- | ------- | --------------- |
| Adam Ondra | mężczyźni   | 18           | 3            | 4            | 216          | 5. Q         | 4        | 6          | 2           | 48    | 6.      | 6.      | [ 102 ] [ 103 ] |

### Zapasy
Mężczyźni – styl klasyczny
| Zawodnik     | Konkurencja | 1/8              | Ćwierćfinał      | Półfinał         | Repasaż 1        | Repasaż 2        | Pojedynek o 3. miejsce | Finał            | Pozycja | Źródło  |
| Zawodnik     | Konkurencja | Przeciwnik Wynik | Przeciwnik Wynik | Przeciwnik Wynik | Przeciwnik Wynik | Przeciwnik Wynik | Przeciwnik Wynik       | Przeciwnik Wynik | Pozycja | Źródło  |
| ------------ | ----------- | ---------------- | ---------------- | ---------------- | ---------------- | ---------------- | ---------------------- | ---------------- | ------- | ------- |
| Artur Omarov | -97 kg      | Szőke P 1:3      | NQ               | NQ               | NQ               | NQ               | NQ                     | NQ               | 11.     | [ 104 ] |

### Żeglarstwo
Mężczyźni
| Zawodnik      | Konkurencja | Wyścig | Wyścig | Wyścig | Wyścig | Wyścig | Wyścig | Wyścig | Wyścig | Wyścig | Wyścig | Wyścig | Wyścig | Wyścig | Punkty | Pozycja | Źródło  |
| Zawodnik      | Konkurencja | 1      | 2      | 3      | 4      | 5      | 6      | 7      | 8      | 9      | 10     | 11     | 12     | M      | Punkty | Pozycja | Źródło  |
| ------------- | ----------- | ------ | ------ | ------ | ------ | ------ | ------ | ------ | ------ | ------ | ------ | ------ | ------ | ------ | ------ | ------- | ------- |
| Karel Lavický | RS:X        | 20     | 25     | 22     | 23     | 26     | 26     | 19     | 16     | 21     | 17     | 17     | 19     | NQ     | 225    | 22.     | [ 105 ] |